# Canh Tuất
Canh Tuất (chữ Hán: 庚戌) là kết hợp thứ 47 trong hệ thống đánh số Can Chi của người Á Đông. Nó được kết hợp từ thiên can Canh (Kim dương) và địa chi Tuất (chó). Trong chu kỳ của lịch Trung Quốc, nó xuất hiện trước Tân Hợi và sau Kỷ Dậu.

## Các năm Canh Tuất
Giữa năm 1700 và 2200, những năm sau đây là năm Canh Tuất (lưu ý ngày được đưa ra được tính theo lịch Việt Nam, chưa được sử dụng trước năm 1967):
- 1730
- 1790
- 1850
- 1910 (10 tháng 2, 1910 – 29 tháng 1, 1911)
- 1970 (6 tháng 2, 1970 – 26 tháng 1, 1971)
- 2030 (2 tháng 2, 2030 – 22 tháng 1, 2031)
- 2090 (30 tháng 1, 2090 – 17 tháng 2, 2091)
- 2150

## Sự kiện năm Canh Tuất
- Năm Canh Tuất (1010), Lý Thái Tổ (Lý Công Uẩn) dời đô từ Hoa Lư (Ninh Bình) về Đại La (Hà Nội), đổi tên là Thăng Long là nơi "trung tâm trời đất, được cái thế rồng cuộn, hổ ngồi …", "là chốn tụ hội trọng yếu của bốn phương đất nước", "là nơi kinh đô bậc nhất của đế vương muôn đời" (Chiếu dời đô).
- Năm Canh Tuất (1070), vua Lý Thánh Tông lập Văn Miếu - Quốc Tử Giám, trường đại học đầu tiên của Đại Việt, khởi đầu cho nền giáo dục và khoa bảng kéo dài hàng thế kỷ sau đó của Đại Việt.
- Năm Canh Tuất (1370), vua Đại Định (Dương Nhật Lễ) bị Trần Phủ truất ngôi.
- Năm Canh Tuất (1970), thành lập Đài Truyền hình Việt Nam (VTV).